# Communauté de communes du Pays d'Arlanc
La communauté de communes du Pays d'Arlanc est une communauté de communes française, située dans le département du Puy-de-Dôme en région Auvergne-Rhône-Alpes.

## Historique
Les neuf communes du canton d'Arlanc se sont constituées en intercommunalité sous le nom de « Syndicat intercommunal à vocations économiques, culturelles et de sécurité du canton d'Arlanc » (SIVECS). Ce syndicat se substitue en 1992 en communauté de communes, la première de ce genre en Auvergne.
| Période                                  | Période  | Identité           | Étiquette | Qualité                |
| ---------------------------------------- | -------- | ------------------ | --------- | ---------------------- |
| Les données manquantes sont à compléter. |          |                    |           |                        |
|                                          | En cours | Jean-Claude Daurat |           | Maire de Dore-l'Église |

Le projet de schéma départemental de coopération intercommunale (SDCI) du Puy-de-Dôme, dévoilé le 5 octobre 2015, proposait la fusion avec six autres communautés de communes du bassin d'Ambert (Haut-Livradois, Livradois Porte d'Auvergne, Pays d'Ambert, Pays de Cunlhat, Pays d'Olliergues et Vallée de l'Ance), afin de « répondre aux besoins en matière de développement économique, de tourisme et d'équipements structurants pour une communauté de communes qui regroupera 28 916 habitants ». Celle du Pays d'Arlanc ne peut plus se maintenir du fait d'une population comprise entre 2 000 et 4 000 habitants, ces chiffres étant inférieurs à l'un des quatre seuils minimaux de 5 000 habitants.
Le périmètre proposé n'est pas modifié à la suite de l'adoption du SDCI en mars 2016.
L'arrêté préfectoral du 12 décembre 2016 prononce la fusion des sept communautés de communes précitées. La nouvelle structure intercommunale prend le nom de « communauté de communes Ambert Livradois Forez ».

## Territoire communautaire

### Géographie
La communauté de communes du Pays d'Arlanc est située au sud-est du département du Puy-de-Dôme, « au cœur du parc naturel régional Livradois-Forez ». Elle jouxte les intercommunalités du Haut-Livradois au nord-est, Livradois Porte d'Auvergne au nord, de la Vallée de l'Ance à l'est, et dans le département limitrophe de la Haute-Loire, du Pays de Craponne au sud-est, Plateau de La Chaise-Dieu au sud et Auzon Communauté à l'ouest.
Le territoire communautaire est à l'écart des grandes villes (1 h 30 de voiture de Clermont-Ferrand et de Saint-Étienne et 50 minutes de Thiers) et des axes autoroutiers (A75 vers Issoire et A89 vers Thiers). La route départementale 906, desservant l'est du département du sud (La Chaise-Dieu et Le Puy-en-Velay) vers le nord (Thiers et Vichy), traverse la commune siège. Le réseau secondaire est complété par les départementales suivantes :
- la RD 202, reliant Dore-l'Église à Craponne-sur-Arzon ;
- la RD 205 reliant les environs de Novacelles à Viverols ;
- la RD 300 reliant Arlanc à Saint-Germain-l'Herm et au-delà vers Issoire, en desservant Novacelles ;
- la RD 999 reliant Issoire à La Chaise-Dieu, traversant les villages de Doranges et Saint-Alyre-d'Arlanc ;

### Composition
La communauté de communes est composée des neuf communes suivantes :
| Nom                    | Code Insee | Gentilé       | Superficie (km2) | Population (dernière pop. légale) | Densité (hab./km2) |
| ---------------------- | ---------- | ------------- | ---------------- | --------------------------------- | ------------------ |
| Arlanc (siège)         | 63010      | Arlancois     | 32,19            | 1 917 (2014)                      | 60                 |
| Beurières              | 63039      | Beuriérois    | 16,27            | 309 (2014)                        | 19                 |
| Chaumont-le-Bourg      | 63105      |               | 8,28             | 237 (2014)                        | 29                 |
| Doranges               | 63137      | Dorangeaux    | 19,43            | 154 (2014)                        | 7,9                |
| Dore-l'Église          | 63139      |               | 27,14            | 628 (2014)                        | 23                 |
| Mayres                 | 63218      |               | 12,49            | 184 (2014)                        | 15                 |
| Novacelles             | 63256      | Novacellois   | 14,43            | 138 (2014)                        | 9,6                |
| Saint-Alyre-d'Arlanc   | 63312      | Saint-Alyrois | 24,19            | 168 (2014)                        | 6,9                |
| Saint-Sauveur-la-Sagne | 63398      |               | 7,74             | 101 (2014)                        | 13                 |

### Démographie
| 1968  | 1975  | 1982  | 1990  | 1999  | 2008  | 2013  |
| ----- | ----- | ----- | ----- | ----- | ----- | ----- |
| 5 074 | 4 715 | 4 349 | 4 169 | 4 020 | 3 839 | 3 835 |

| Hommes | Classe d’âge | Femmes |
| ------ | ------------ | ------ |
| 0,8    | 90 ans ou +  | 2,4    |
| 9,2    | 75 à 89 ans  | 14,6   |
| 21     | 60 à 74 ans  | 20,2   |
| 23,8   | 45 à 59 ans  | 22,3   |
| 16,6   | 30 à 44 ans  | 15     |
| 13,6   | 15 à 29 ans  | 11     |
| 15,1   | 0 à 14 ans   | 14,5   |

| Hommes | Classe d’âge | Femmes |
| ------ | ------------ | ------ |
| 0,5    | 90 ans ou +  | 1,5    |
| 7      | 75 à 89 ans  | 10,6   |
| 16     | 60 à 74 ans  | 16,6   |
| 20,8   | 45 à 59 ans  | 20,1   |
| 19,5   | 30 à 44 ans  | 18,1   |
| 19     | 15 à 29 ans  | 17,5   |
| 17,1   | 0 à 14 ans   | 15,6   |

## Administration

### Siège
Le siège de la communauté de communes est situé à Arlanc.

### Les élus
La communauté de communes est gérée par un conseil communautaire composé de 26 membres représentant chacune des communes membres. Ils sont répartis comme suit, :
| Nombre | Seuils de population  | Communes concernées                                                          |
| ------ | --------------------- | ---------------------------------------------------------------------------- |
| 6      | plus de 1 000 hab.    | Arlanc                                                                       |
| 4      | entre 500 et 999 hab. | Dore-l'Église                                                                |
| 3      | entre 200 et 499 hab. | Beurières et Chaumont-le-Bourg                                               |
| 2      | moins de 200 hab.     | Doranges, Mayres, Novacelles, Saint-Alyre-d'Arlanc et Saint-Sauveur-la-Sagne |

### Présidence
En 2014, le conseil communautaire a élu son président, Jean-Claude Daurat (maire de Dore-l'Église), et désigné ses quatre vice-présidents :
1. Jean Savinel, maire d'Arlanc ;
2. Bernard Faure, maire de Beurières ;
3. Patrick Grangier, maire de Mayres ;
4. Olivier Bourron.

### Compétences
L'intercommunalité exerce des compétences qui lui sont déléguées par les communes membres.
La communauté de communes exerce les deux compétences obligatoires du développement économique et de l'aménagement de l'espace.
Elle a fait le choix de cinq compétences optionnelles : politique du logement et du cadre de vie ; amélioration du cadre de vie ; voirie d'intérêt communautaire ; actions sociales ; politique en faveur du public jeune.
Enfin, quelques compétences facultatives : redevance annuelle d'incendie ; gestion de la gendarmerie du canton ; actions culturelles ponctuelles ; aménagement de la gare ; gestion d'une bibliothèque-ludothèque communautaire ; ou encore une aire d'accueil des gens du voyage.

### Régime fiscal et budget
La communauté de communes applique la taxe professionnelle unique depuis 2000.
L'intercommunalité possède un potentiel fiscal de 919 150 euros ; rapporté à la population DGF de 4 968 habitants, chaque habitant possède un potentiel de 185,01 €, très proche de la moyenne départementale (198,51 €) et de la nouvelle intercommunalité (186,10 €).
Pour l'exercice 2015, les quatre taux d'imposition sont les suivants : taxe d'habitation 8,90 %, foncier bâti 1 %, foncier non bâti 3,45 %, cotisation foncière des entreprises 21,13 %.
Le budget communautaire de l'année 2014 s'élevait à :
|          | Fonctionnement | Investissement |
| -------- | -------------- | -------------- |
| Recettes | 2 178 359,33 € | 381 443,14 €   |
| Dépenses | 1 883 244,28 € | 571 660,54 €   |